# Henri Laurens

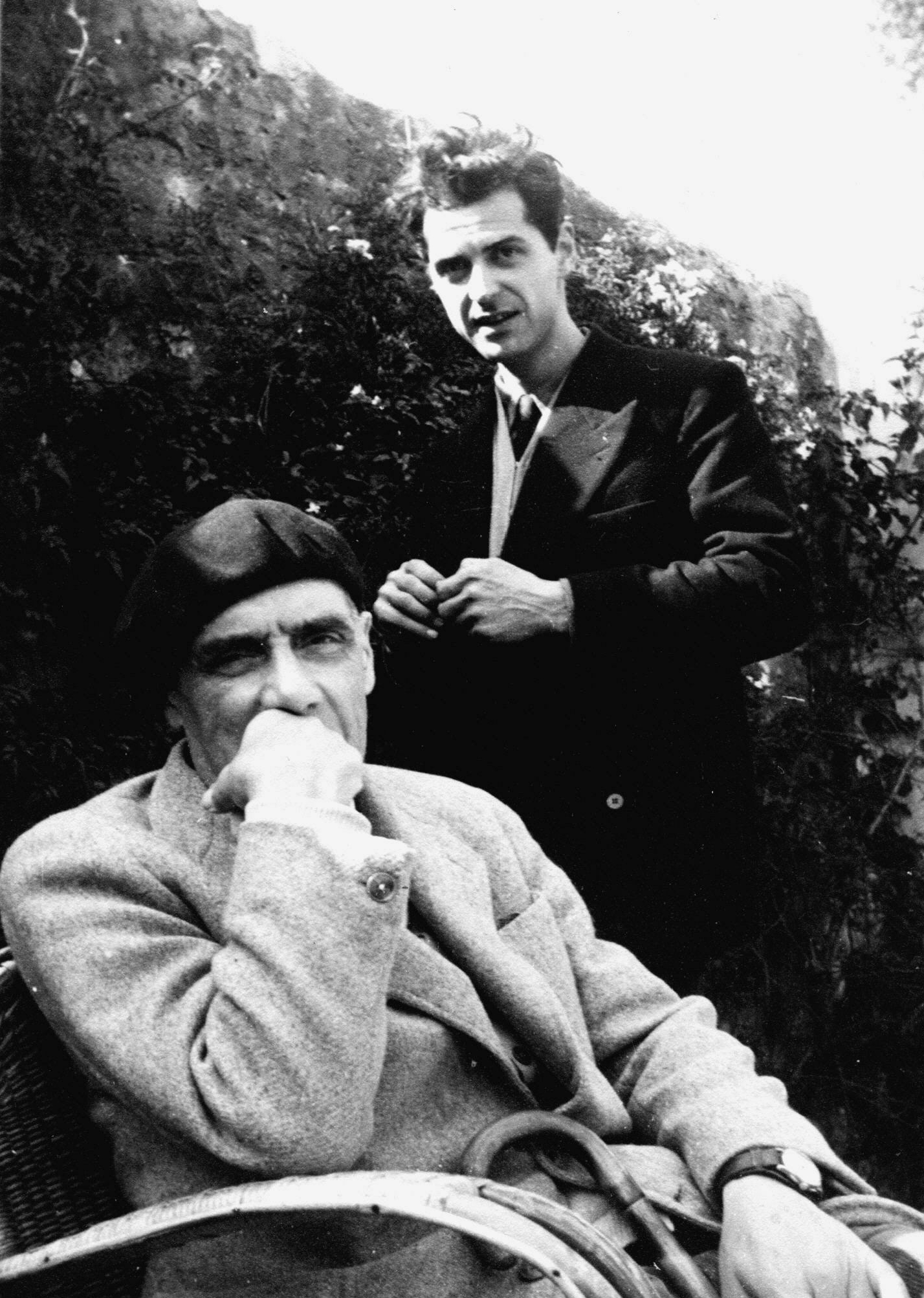
Henri Laurens (links) und Jean Vincent de Crozals, um 1950

Henri Laurens (* 18. Februar 1885 in Paris; † 5. Mai 1954 ebenda) war ein französischer Bildhauer und Zeichner des Kubismus.

## Leben und Werk

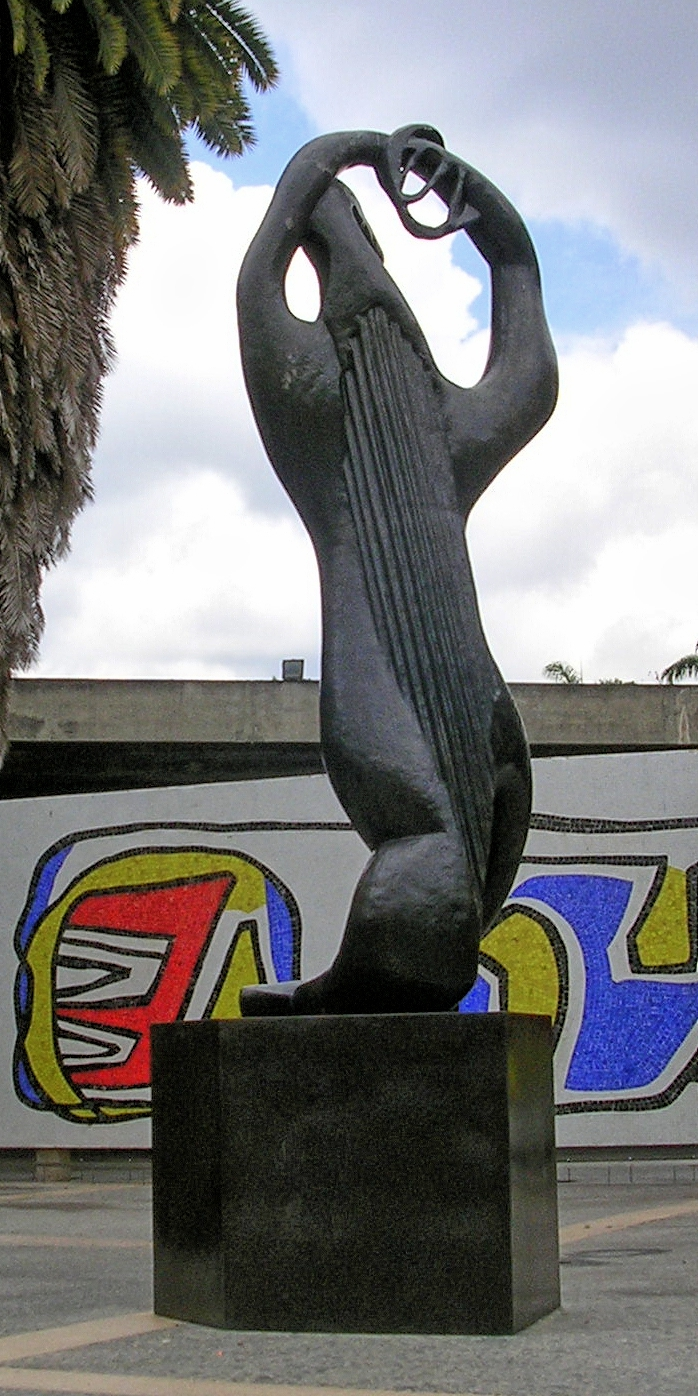
L'Amphion (1937/1952) vor der Zentralen Universität von Venezuela, Caracas

Laurens absolvierte von 1899 bis 1905 zunächst eine Steinmetzlehre und widmete sich der ornamentalen Bildhauerarbeit am Bau. In seiner Freizeit fertigte er Plastiken im Stil Auguste Rodins an. 1911 schloss er sich der Gruppe der Künstler des Montparnasse an und wurde bis 1912 durch Georges Braque, mit dem er zeitlebens befreundet war, in den synthetischen Kubismus eingeführt.
1913 partizipierte er zum ersten Mal am Salon des Indépendants in Paris und lernte drei Jahre später Juan Gris, Amedeo Modigliani und Pablo Picasso kennen, woraufhin bis 1919 „Stilleben und Köpfe aus ausgeschnittenen, schräg ineinandergefügten, bemalten Ebenen aus Holz und Metall“, zum Teil im Stil afrikanischer Stammesmasken, entstanden.
Zwischen 1920 und 1930 schuf Laurens in Anlehnung an Picassos kubistische Gemälde post-kubistische Werke, die nicht mehr konstruiert, sondern modelliert sind. Ab 1930 verloren die Figuren ihren kubistischen Aufbau und gewannen unter dem Einfluss des Surrealismus „eine gerundet-voluminöse Körperlichkeit.“ Nach einem Aufenthalt am Meer im Jahre 1934 wandelte sich sein Thema hin zu „amphibischen Sirenen und anderen sinnlichen Meerjungfrauen oder Musen.“ Ein Hauptwerk aus dieser Zeit ist die im Jahre 1952 fertiggestellte L'Amphion vor der Universität von Caracas in Venezuela, eine auf (inklusive Sockel) 4,40 Meter Höhe vergrößerte Version der L'Amphion von 1937. Der griechischen Sage nach fügten sich beim Mauerbau von Theben die Steine allein durch den Klang von Amphions Lyra zusammen. Diese Arbeit ist nach Laurens' eigenen Worten der Versuch einer „Synthese von Musik und Architektur“.
In der Bronze Le matin (Der Morgen) von 1944 verarbeitete Laurens das mit der Okkupation durch die Deutschen verbundene erdrückende Leid. So mussten viele seiner Freunde Paris verlassen und kehrten zum Teil nie wieder zurück.
1937 wurde in der Nazi-Aktion „Entartete Kunst“ seine Skulptur Schlafende Frau aus dem Staatlichen Museum Saarbrücken beschlagnahmt und zerstört.
Henri Laurens ruht auf dem Friedhof Montparnasse. Das Grab schmückt eines seiner Kunstwerke, die Skulptur La Douleur.

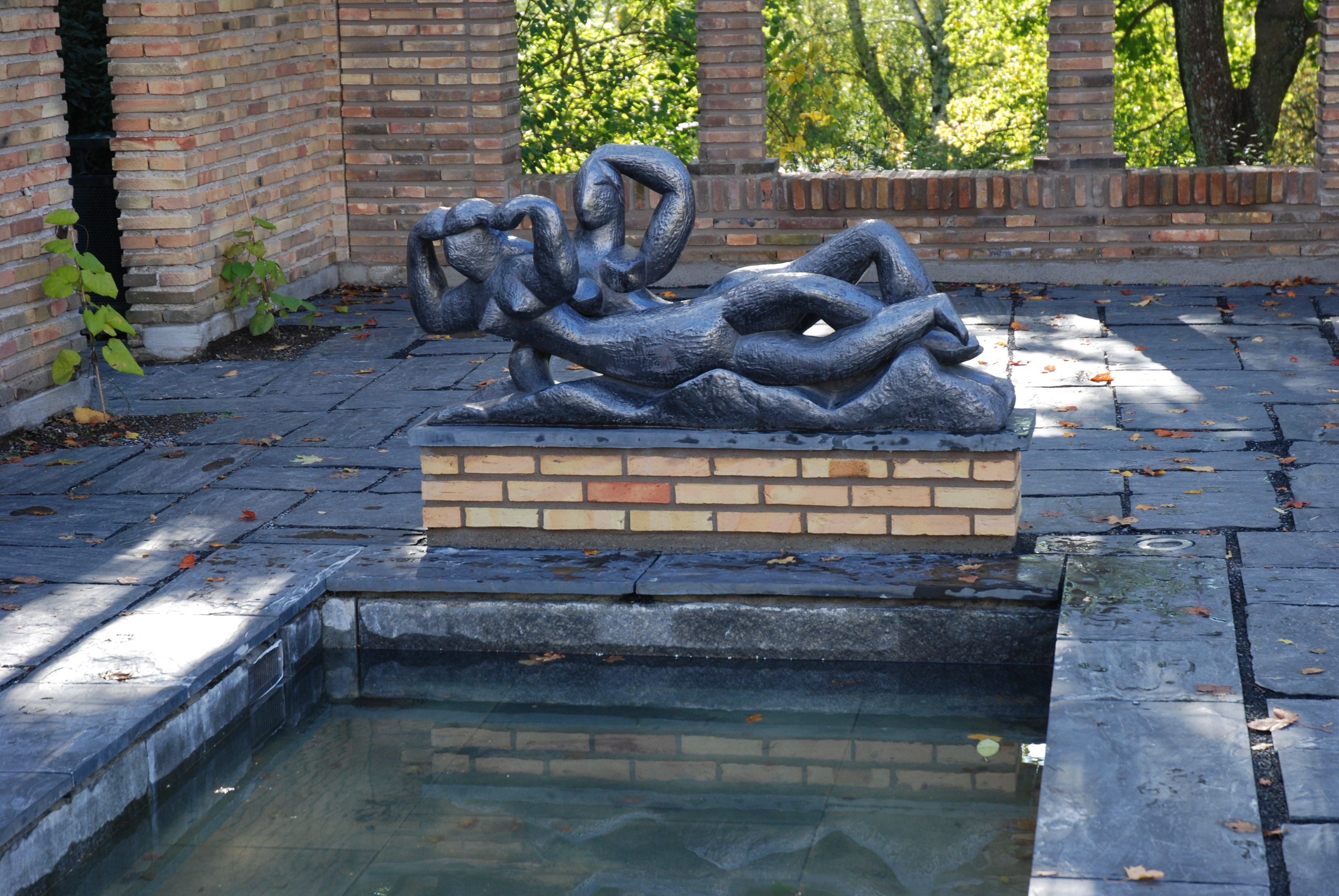
Die Undinen (1933). Maraboupark, Sundbyberg
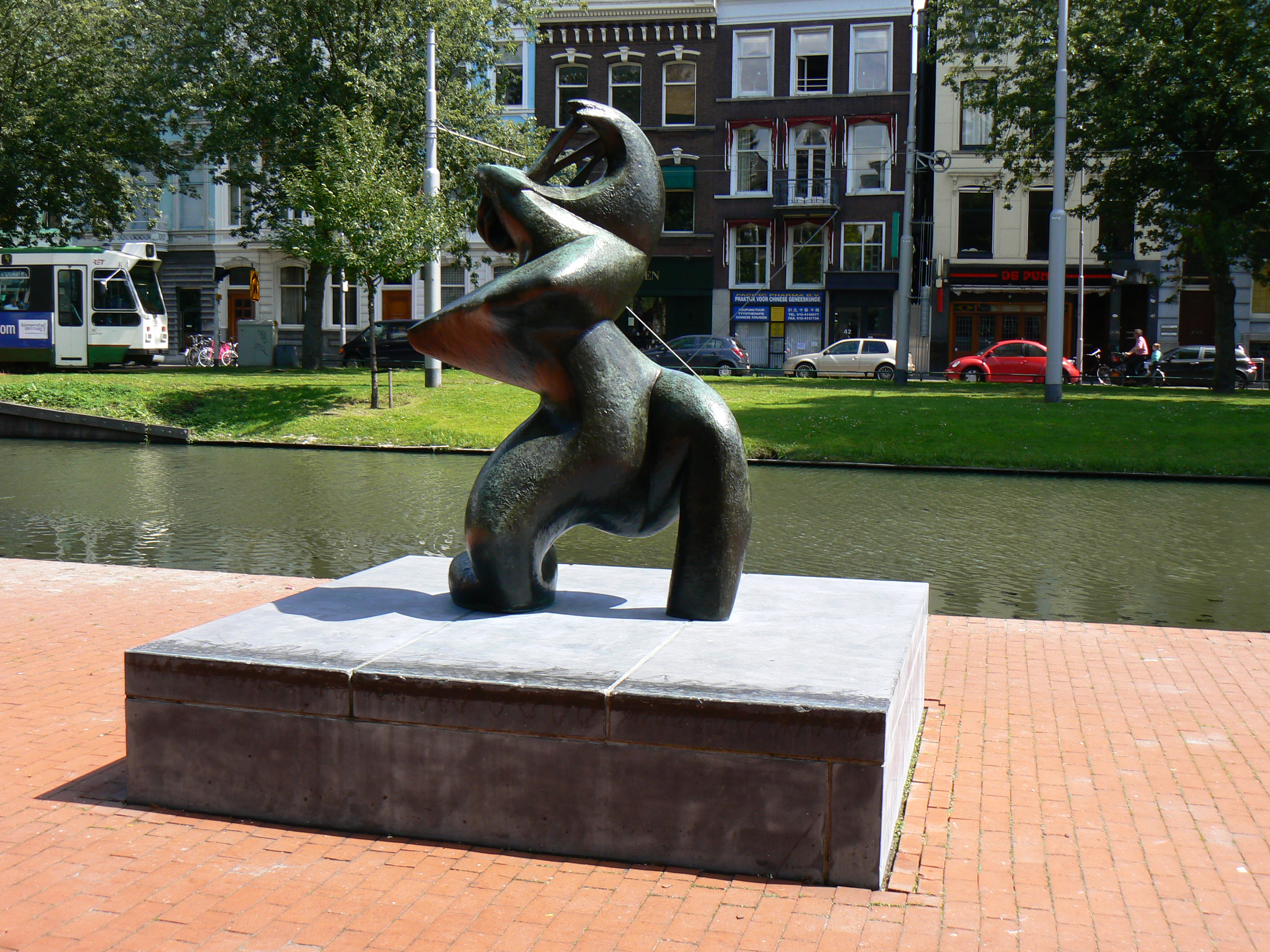
La Grande Musicienne (1938). Skulpturenweg Westersingel, Rotterdam
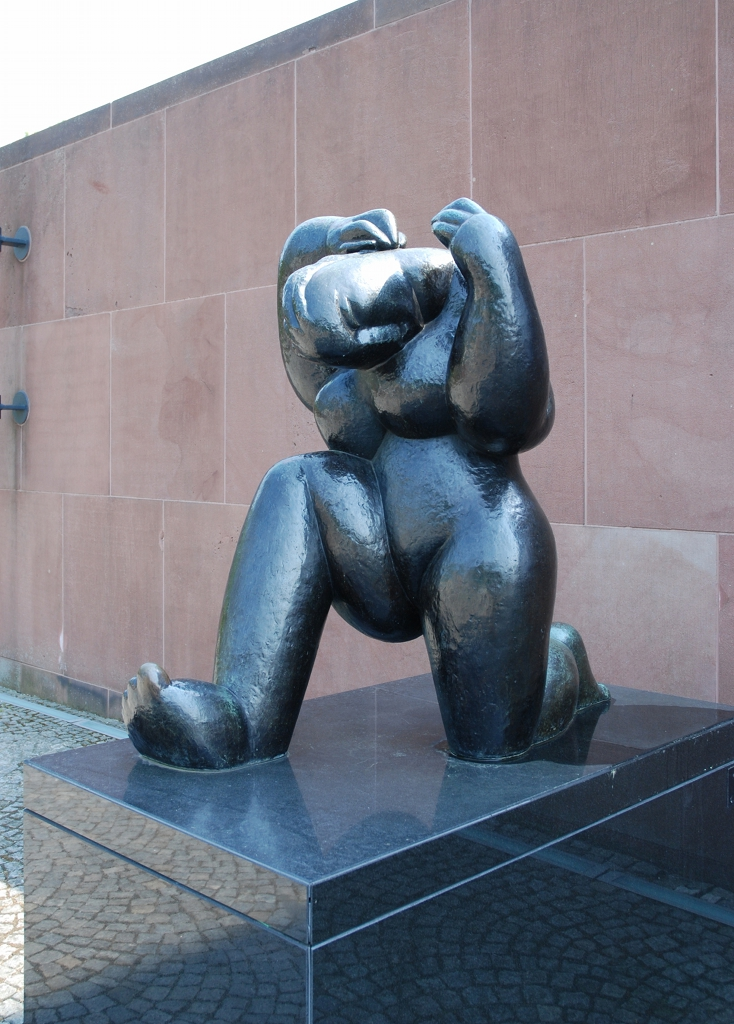
Le Matin (Der Morgen) (1944). Kunsthalle Bielefeld

## Auszeichnungen
- 1937: Helena-Rubinstein-Preis
- 1953: Großer Preis für Skulptur, Biennale von São Paulo

## Ausstellungen
Die mit «E» gekennzeichneten Ausstellungen sind Einzelausstellungen,
zu den mit «K» gekennzeichneten Ausstellungen erschien ein Katalog.
- 1913: Salon des Indépendants, Paris
- 1936: Cubism and Abstract Art, Museum of Modern Art, New York
- 1937: Weltausstellung Paris
- 1938: Große Gruppenausstellung mit Georges Braque und Pablo Picasso in Oslo, Stockholm und Kopenhagen
- 1948: Biennale von Venedig, Venedig
- 1949: Palais des Beaux-Arts, BrüsselE
- 1950: Biennale von Venedig, Venedig
- 1951: Musée National d’Art Moderne, Paris (Retrospektive)E
- 1953: 2. Biennale von São Paulo, São Paulo

postum:
- 1955: documenta 1, Kassel; Köln / Krefeld / Hamburg / Basel / Berlin (West)E
- 1959: documenta II, Kassel
- 1962: Stedelijk Museum, Amsterdam / Museum Folkwang, Essen / Kunsthalle Bremen (Retrospektive)E,K
- 1964: documenta III, Kassel
- 1965: Ernst-Barlach-Haus, HamburgE
- 1967: Grand Palais, ParisE
- 1969: Nouveau Musée, Le HavreE
- 1971: Musée d’Art et d’Histoire, MetzE; The Ulster Museum, BelfastE
- 1972: Kunsthalle BielefeldE
- 1975: Pfalzgalerie KaiserslauternE; Städtisches Museum, TrierE
- 1980: Academia di Francia a Roma, RomE
- 1985: Sprengel Museum, HannoverE,K; Von-der-Heydt-Museum, WuppertalE; Centre Georges Pompidou, ParisE; Kunstmuseum Bern, Bern / Museum Villa Stuck, München (Retrospektive)E,K;
- 1987: Musée des Beaux-Arts de NancyE
- 1989: Museu Picasso de BarcelonaE
- 1991: Henri Laurens 1885–1954. Bronzen, Steine und Arbeiten auf Papier. Altes Museum Berlin, 10. April bis 2. Juni 1991E,K
- 2001: Henri Laurens – Frauenbilder, Frauenkörper. Kunsthalle Bielefeld, 4. März bis 27. Mai 2001E,K
- 2012: Léger – Laurens. Tête-à-Tête. Museum Frieder Burda, Baden-Baden, 23. Juni bis 4. November 2012[4]
- 2019 Henri Laurens - Wellentöchter, Kunsthalle Mannheim (in Kooperation mit dem Gerhard-Marcks-Haus, Bremen), 1. März bis 16. Juni 2019E,K

## Sammlungen
- Stedelijk Museum, Amsterdam
- Museum Frieder Burda, Baden-Baden
- Kunstmuseum Basel
- Nationalgalerie, Berlin
- Kunstmuseum Bern
- Museum am Ostwall, Dortmund
- Wilhelm-Lehmbruck-Museum, Duisburg
- Sprengel-Museum, Hannover
- Museum of Modern Art, New York
- Musée National d’Art Moderne, Paris
- Musée Picasso, Paris
- Philadelphia Museum of Art
- Staatsgalerie Stuttgart
- Kunsthaus Zürich